# Soulcalibur Legends
Soulcalibur Legends (ソウルキャリバー レジェンズ, Sourukyaribā Rejenzu) is een actie-avonturenspel voor de Wii, uitgebracht in 2007. Het spel is een spin-off van Namco Bandai's succesvolle Soul-serie.
Het spel bevat naast een singleplayer verhaallijn ook een multiplayermode voor vier spelers.

## Verhaal
Het verhaal van Soulcalibur Legends speelt zich af tussen de spellen Soul Edge en Soulcalibur, en draait om Siegfried Schtauffens transformatie naar Nightmare. Het spel begint op het punt waar Siegfried de Soul Edge vindt. Hij vecht met Cervantes om dit zwaard. Later krijgt hij van de gemaskerde keizer de taak om de andere stukken van de Soul Edge te vinden.

## Personages
Het spel bevat zeven bespeelbare personages:
1. Astaroth α
2. Heishirō Mitsurugi
3. Isabella "Ivy" Valentine
4. Lloyd Irving
5. Sophitia Alexandra
6. Siegfried Schtauffen
7. Taki

## Ontvangst
Het spel werd ontvangen met gemengde reacties, maar kreeg van critici doorgaans een goede beoordeling. Een aantal van deze beoordelingen zijn:
- Nintendo Power -- 6,5/10
- 1UP.com -- 6,8/10
- IGN -- 6,0/10
- GameTrailers -- 6,3/10
- Famitsu -- 7/7/7/6
- GameSpot -- 3,5/10
- Electronic Gaming Monthly -- 6,0/7,0/4,5
- Game Informer -- 4/10
- Edge -- 2/10
- X-Play -- 2/5